# La Géode

Park La Villette, v pozadí La Géode

La Géode je panoramatické kino v Paříži, které se nachází v 19. obvodu v parku La Villette. Název je odvozen od toho, že stavba má tvar geodetické kupole (fr. la géode). Kino je připojeno k sousednímu muzeu Cité des sciences et de l'industrie. Bylo otevřeno 6. května 1985.

## Stavba
Autory stavby jsou architekt Adrien Fainsilber a inženýr Gérard Chamayou. La Géode je samostatná budova za Cité des sciences et de l'industrie. Jedná se o sféroid o průměru 36 metrů, jehož povrch tvoří 6433 rovnostranných trojúhelníků z ocele, která odráží světlo obdobně jako zrcadlo. Jeho výstavba stála 130 milionů franků. Stavba stojí uprostřed vodní plochy.

## Kino
Filmy jsou promítány ve formátu IMAX na stěny a strop ve tvaru polokoule o průměru 26 m a ploše 1000 m2. Sál je ozvučen systémem Cabasse a má dvanáct bodů pro přenos zvuku, čtyři reproduktory a subwoofery o rozměru 55 cm s celkovým výkonem 21 000 wattů. Promítané filmy trvají asi hodinu.